# Генрік, граф Монпеза
Генрік, граф Монпеза (дан. Henrik, greve af Monpezat; нар. 4 травня 2009, Копенгаген, Данія) — син данського принца Йоахіма та його другої дружини Марі.

## Життєпис
Принц Генрік Данський народився 4 травня 2009 року в лікарні Rigshospitalet Копенгагенського університету. При народженні мав масу 3032 гр та довжину 49 см. Має двох зведених братів, Ніколая та Фелікса, та повнорідну сестру Афіну.
Ім'я принца було невідоме до його хрещення, яке відбулося 26 липня 2009 року. Принцові дали ім'я Генрік Карл Йоахім Ален (дан. Henrik Carl Joachim Alain. Хрещеними батьками Генріка стали Мері, кронпринцеса Данії, дядьки за материнською лінією, Шарль Кавальє та Бенжамін Гранде, а також Брітт Давідсен Сіесбай та Крістіан Шерфіг.
11 серпня 2015 року принц Генрік розпочав навчання в приватній католицькій школі Sct. Joseph Søstrenes Skole в Ордрупі. 2019 року родина принца Йоахіма переїхала до Парижа, де Генрік продовжив навчання в школі École Internationale Bilingue у VIII окрузі.
Рішенням королеви Данії Маргрете II, бабусі Генріка, його та інших дітей принца Йоахіма з 1 січня 2023 року позбавили титулів принца. Таким чином, відтоді Генрік має титул Його Екселенція Генрік, граф Монпеза.
18 травня 2023 року в данській церкві Фредерікскіркен у Парижі відбулася конфірмація графа Генріка.
З 2023 року родина принца Йоахіма проживає у Вашингтоні.